# Australscalpellum schizmatoplacinum
Australscalpellum schizmatoplacinum är en kräftdjursart som beskrevs av Newman och Ross 1971. Australscalpellum schizmatoplacinum ingår i släktet Australscalpellum och familjen Scalpellidae. Inga underarter finns listade i Catalogue of Life.